# Нагорода Джека Фергюсона
Нагорода Джека Фергюсона (англ. Jack Ferguson Award) — нагорода, котра вручається першому номеру драфту ОХЛ (Пріоритетний вибір ОХЛ).
Приз був запроваджений та названий на честь Джека Фергюсона, котрий пропрацював у лізі 25 років, спочатку як скаут команди Оттава 67-і, а з 1981 року директором центрального скаутського бюро ліги.

## Володарі
- 1981 Ден Квінн, Бельвіль Буллс
- 1982 Кірк Маллер, Гвелф Плейтерс
- 1983 Тревор Стенбург, Гвелф Плейтерс
- 1984 Дейв Мойлен, Садбері Вулвс
- 1985 Брайан Фогерті, Кінгстон Канадієнс
- 1986 Трой Малетт, Су Сейнт Мері Грейхаундс
- 1987 Джон Уніак, Садбері Вулвс
- 1988 Дрейк Береховскі, Кінгстон Рейдерс
- 1989 Ерік Ліндрос, Су Сейнт Мері Грейхаундс
- 1990 Пет Пик, Детройт Комп'ювейр Ембассадорс
- 1991 Тодд Гарві, Детройт Комп'ювейр Ембассадорс
- 1992 Джефф О'Нілл, Гвелф Сторм
- 1993 Ален Маккоулі, Оттава 67-і
- 1994 Джефф Браун, Сарнія Стінг
- 1995 Даніель Ткачук, Беррі Колтс
- 1996 Ріко Фата, Лондон Найтс
- 1997 Чарлі Стівенс, Торонто Сент-Майклс Меджорс
- 1998 Джей Гаррісон, Брамптон Бетельєн
- 1999 Джейсон Спецца, Міссісага Айсдогс
- 2000 Патрік Джеррет, Міссісага Айсдогс
- 2001 Патрік О'Салліван, Міссісага Айсдогс
- 2002 Роб Шремп, Міссісага Айсдогс
- 2003 Патрік Макнілл, Сагіно Спіріт
- 2004 Джон Г'юз, Бельвіль Буллс
- 2005 Джон Таварес, Ошава Дженералс
- 2006 Стівен Стемкос, Сарнія Стінг
- 2007 Райан О'Райлі, Ері Отерс
- 2008 Джон Макфарланд, Садбері Вулвс
- 2009 Даніель Катеначчі, Су Сейнт Мері Грейхаундс
- 2010 Алекс Гальченюк, Сарнія Стінг
- 2011 Аарон Екблад, Беррі Колтс
- 2012 Коннор Мак-Девід, Ері Отерс
- 2013 Тревіс Конечни, Оттава 67-і
- 2014 Джейкоб Чикрун, Сарнія Стінг
- 2015 Давід Левін, Садбері Вулвс
- 2016 Раян Мерклі[en], Гвелф Сторм
- 2017 Раян Сузукі[en], Беррі Колтс
- 2018 Квінтон Байфілд[en], Садбері Вулвс
- 2019 Шейн Райт[en], Кінгстон Фронтенакс
- 2020 Тай Нельсон (англ. Ty Nelson), Норт-Бей Баттальйон
- 2021 Квентін Масті[en],  Садбері Вулвс
- 2022 Майкл Міса[en], Сагіно Спіріт[en]
- 2023 Метью Шефлер[en], Ері Оттерс
- 2024 Ітан Белчец[en], Віндзор Спітфайрс[en]
- 2025 Каден Макгрегор (англ. Kaden McGregor), Пітерборо Пітс[en]